# Честер (Пенсільванія)
Честер (англ. Chester) — місто (англ. city) в США, в окрузі Делавер штату Пенсільванія. Населення — 32 605 осіб (2020).

## Географія
Честер розташований за координатами 39°50′44″ пн. ш. 75°22′19″ зх. д. / 39.84556° пн. ш. 75.37194° зх. д. (39.845558, -75.371882).  За даними Бюро перепису населення США в 2010 році місто мало площу 15,55 км², з яких 12,53 км² — суходіл та 3,02 км² — водойми.

### Клімат
| Клімат : Честер         | Клімат : Честер | Клімат : Честер | Клімат : Честер | Клімат : Честер | Клімат : Честер | Клімат : Честер | Клімат : Честер | Клімат : Честер | Клімат : Честер | Клімат : Честер | Клімат : Честер | Клімат : Честер | Клімат : Честер |
| Показник                | Січ.            | Лют.            | Бер.            | Квіт.           | Трав.           | Черв.           | Лип.            | Серп.           | Вер.            | Жовт.           | Лист.           | Груд.           | Рік             |
| Середній максимум, °C   | 4,7             | 6,8             | 11,1            | 17,4            | 23,0            | 28,2            | 30,6            | 29,6            | 25,7            | 19,3            | 13,4            | 7,2             | 18,1            |
| Середня температура, °C | 0,9             | 2,5             | 6,5             | 12,4            | 17,8            | 23,2            | 25,7            | 24,9            | 20,8            | 14,5            | 9,1             | 3,4             | 13,6            |
| Середній мінімум, °C    | −2,9            | −1,7            | 1,8             | 7,3             | 12,7            | 18,1            | 20,9            | 20,2            | 15,9            | 9,7             | 4,7             | −0,3            | 8,9             |
| Норма опадів, мм        | 80              | 69              | 98              | 92              | 97              | 97              | 118             | 90              | 107             | 87              | 83              | 92              | 1110            |
| Вологість повітря, %    | 65.3            | 60.7            | 57.6            | 57.2            | 60.8            | 62.7            | 64.4            | 65.8            | 67.8            | 67.3            | 65.3            | 65.1            | 63.4            |
| ----------------------- | --------------- | --------------- | --------------- | --------------- | --------------- | --------------- | --------------- | --------------- | --------------- | --------------- | --------------- | --------------- | --------------- |
| Джерело: PRISM          |                 |                 |                 |                 |                 |                 |                 |                 |                 |                 |                 |                 |                 |

## Демографія
Згідно з переписом 2010 року, у місті мешкали 33 972 особи в 11 662 домогосподарствах у складі 7216 родин. Густота населення становила 2184 особи/км².  Було 13745 помешкань (884/км²).
Расовий склад населення:
| - 74,7 % — чорних або афроамериканців - 17,2 % — білих - 0,6 % — азіатів - 0,4 % — корінних американців - 0,1 % — вихідців з тихоокеанських островів - 3,9 % — осіб інших рас |

До двох чи більше рас належало 3,0 %. Частка іспаномовних становила 9,0 % від усіх жителів.
За віковим діапазоном населення розподілялося таким чином: 27,2 % — особи молодші 18 років, 62,4 % — особи у віці 18—64 років, 10,4 % — особи у віці 65 років та старші. Медіана віку мешканця становила 29,9 року. На 100 осіб жіночої статі у місті припадало 89,5 чоловіків;  на 100 жінок у віці від 18 років та старших — 85,8 чоловіків також старших 18 років.
Середній дохід на одне домашнє господарство  становив 38 309 доларів США (медіана — 27 365), а середній дохід на одну сім'ю — 43 569 доларів (медіана — 32 608). Медіана доходів становила 32 590 доларів для чоловіків та 29 196 доларів для жінок. За межею бідності перебувало 34,6 % осіб, у тому числі 47,4 % дітей у віці до 18 років та 19,8 % осіб у віці 65 років та старших.
Цивільне працевлаштоване населення становило 11 543 особи. Основні галузі зайнятості: освіта, охорона здоров'я та соціальна допомога — 34,6 %, мистецтво, розваги та відпочинок — 11,1 %, роздрібна торгівля — 10,2 %.